# Eva Briegel

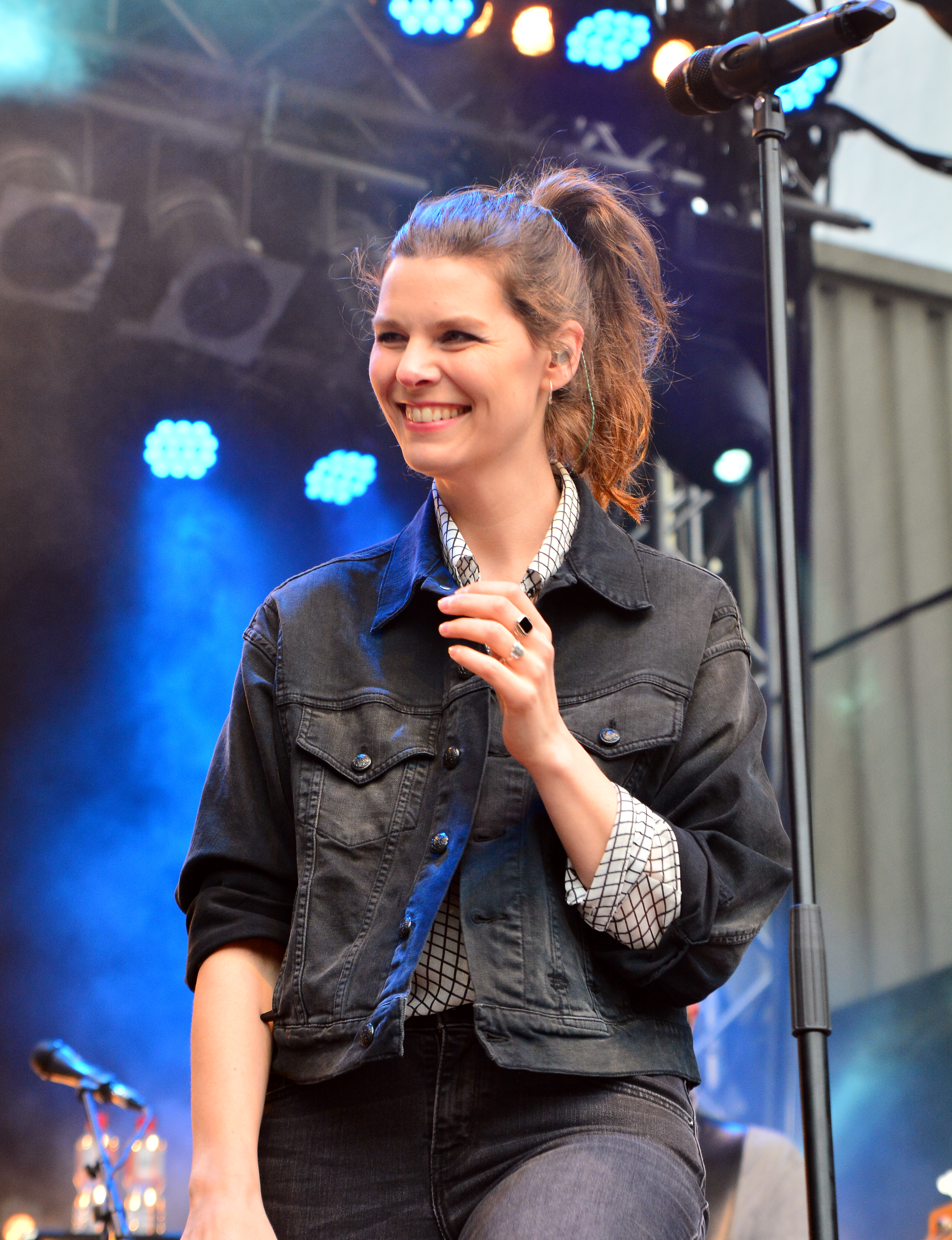
Eva Briegel Live 2015

Eva Briegel (3 de diciembre de 1978, Leonberg cerca de Stuttgart) es una cantante de Alemania y miembro de la banda de pop-rock Juli.

## Vida personal
La familia de Briegel vivió en Böblingen en 1978, cuando Eva nació. En 1982 se mudaron a Langgöns, Hessen, donde Eva asistió a la escuela primaria, antes de mudarse a Linden donde Eva asistió a la escuela Anne-Frank-Schule. después de pasar un año en la Liebigschule en Gießen, finalmente se graduó de la Gesamtschule Gießen-Ost.
En su último año de la escuela Eva cantó en una serie de grupos y para diferentes proyectos y mostró un gran interés en una carrera en la música. Sin embargo, empezó a estudiar Historia del Arte en Heidelberg y se retiró después del primer semestre. Luego pasó varios años estudiando diversos temas en la  Justus-Liebig-Universität Gießen pero nunca se graduó. Durante este tiempo tuvo varios empleos a de medio tiempo vendiendo instrumentos musicales y computadoras. Más tarde trabajó como camarera y barman.

## Carrera
En 2000 Goodwell Music solicitó a Eva reemplazar como cantante a Miriam Adameit en la banda Sunnyglade. Ella aceptó de inmediato y se convirtió en la nueva cara de la banda. En 2000 el nombre de la banda fue cambiado a Juli (July). A pesar de que originalmente cantaba canciones con letras en inglés, Juli volvió a cantar en su lengua materna. Eva Briegel dijo más tarde: "No volvimos a alemán para encontrar nuestra identidad, ni mucho menos - simplemente no eran lo suficientemente buenos en inglés para expresar cómo nos sentimos en nuestras canciones." La banda ha editado dos discos muy exitosos, Es ist Juli (Es Julio, 2004) y Ein neuer Tag (Un nuevo día, 2006), los cuales han alcanzado múltiples discos de platino.

## Otras Actividades
- Eva Briegel es una vegetariana estricta y está comprometida con el grupo de los derechos de los animales, PETA.[1]

## Discografía
- Releases (German chart ranking) en Alemania:
  - "Perfekte Welle" (2)
  - "Geile Zeit" (19)
  - "Regen und Meer" (31)
  - "Warum" (47)
  - "Dieses Leben" (5)
  - Primer álbum "Es ist Juli" (2)
  - Secgundo álbum "Ein neuer Tag" (1)
- Ganadores del Bundesvision Song Contest el 12 de febrero de 2005.
- Bambi en la categoría "Music national" el 30 de noviembre de 2006.
- "Eins Live Krone" (Radio Award) en la categoría "Mejor Grupo".